# إلاديو هيريرا (لاعب كرة قدم)
إلاديو هيريرا (بالإسبانية: Eladio Herrera Segovia)‏ هو لاعب كرة قدم ومدرب كرة قدم تشيلي في مركز الدفاع، ولد في 13 يوليو 1984 في لا سيرينا في تشيلي. لعب مع نادي كوكيمبو أونيدو.